# Aérodrome du Connemara
L'aérodrome régional du Connemara en irlandais : Aerphort Chonamara) est situé à Indreabhán/Inverin, dans la région du Connemara, 20 km à l'ouest de la ville de Galway. Il est également connu comme aéroport Spiddal,, ou Minna Aéroport (Aerfort na Minne), un nom aussi utilisé par l'aéroport de Minna au Nigeria.

## Situation
| Connemara Cork Donégal Dublin Inis Meáin Inis Mór Inis Oírr Kerry Knock Shannon Waterford |

## Statistiques
Pour des raisons techniques, il est temporairement impossible d'afficher le graphique qui aurait dû être présenté ici.

Voir la requête brute et les sources sur Wikidata.

## Compagnies aériennes et destinations
| Compagnies        | Destinations                                                 |
| ----------------- | ------------------------------------------------------------ |
| Aer Arann Islands | Inis Meáin/Inishmaan, Inis Mór/Inishmore, Inis Oírr/Inisheer |

## Accidents et incidents
- Le 5 juillet 2007, un Cessna 208 s'est écrasé à l'approche de l'aéroport en raison de conditions météo difficiles, tuant deux passagers et en blessant sept. L'avion était un avion charter, et était de retour d'une excursion d'une journée sur Inis Meáin.